# Баринов, Давид Маркович
Дави́д Ма́ркович Ба́ринов (25 июня 1905 — 21 мая 1990) — советский военный разведчик и военачальник, Герой Советского Союза (17.10.1943). Генерал-лейтенант (1956).

## Биография
Давид Маркович Баринов родился 25 июня 1905 года в деревне Старые Батеки (ныне — Смоленского района Смоленской области) в многодетной семье почтового служащего, позднее ремесленника. Отец — Баринов Марк Ефимович. Мать — Баринова Мария Фоковна.
С 1923 года работал пильщиком и плотником на стройках, с 1926 года — чернорабочим на военном складе в Смоленской губернии.
В сентябре 1927 года Баринов был призван в Красную Армию. В 1928 году окончил Тверскую кавалерийскую школу имени Коминтерна. После окончания школы оставлен в ней и служил пять лет помощником командира взвода. С февраля 1934 по май 1936 года служил в 37-м Астраханском кавалерийском полку 7-й Самарской кавалерийской дивизии Белорусского военного округа: командир взвода, начальник полковой школы, помощник начальника штаба полка. При введении воинских званий в РККА в начале 1936 года Д. М. Баринову присвоено воинское звание старший лейтенант.
В ВКП(б) вступил в 1931 году.
С мая 1936 года Давид Баринов учился в Военной академии РККА имени М. В. Фрунзе в Москве, которую окончил в 1940 году. Во время учёбы в качестве помощника начальника разведотдела 3-го кавалерийского корпуса в сентябре 1939 года принимал участие в походе советских войск в Западную Белоруссию.
Сразу после окончания академии в январе 1940 года назначен начальником разведывательного отдела штаба 6-го механизированного корпуса. В ходе советско-финской войны в январе 1940 года майор Баринов вместе со своими разведчиками добыл важную информацию. В феврале 1941 года назначен начальником разведотдела штаба 26-й армии Киевского Особого военного округа.

## Великая Отечественная война

### 1941 год
Участник Великой Отечественной войны с первых её часов. 22 июня прибыл в Перемышль, когда гитлеровцы уже атаковали город, который заняли в тот же день. 23 июня Давид Баринов принимал участие в организации и проведении контрудара по Перемышлю, в результате которого город был освобождён и шесть дней удерживался советскими войсками, пока не поступил приказ на отступление.
26-я армия под Каневом попала под удар танковой группы Клейста. Генерал Костенко дал задание Давиду Баринову объединить разрозненные соединения трёх стрелковых дивизий и нанести внезапный удар по танковой группе Клейста с тыла через село Мироновка. На передней линии удара майор Баринов поставил конно-механизированную группу, которая вышла в тыл войскам Клейста и захватила плацдарм и в течение семи суток удерживала его, прикрывая отступление 26-й армии через Днепр.
В сентябре 1941 года майор Баринов был назначен на должность начальника штаба 25-й кавалерийской дивизии на Северо-Западном фронте.

### 1942 год
Когда в январе 1942 года командир дивизии генерал-майор Н. И. Гусев был направлен на повышение, подполковник Баринов был назначен на его место командиром дивизии (официально утверждён в июне 1942 года). Все первые месяцы 1942 года дивизия сражалась в Любанской наступательной операции в составе 2-й ударной армии. В середине января 25-я кавалерийская дивизия была направлена в прорыв: дивизия должна была овладеть станцию Любань и соединиться с войсками Ленинградского фронта. В районе Новой Керести произошёл первый бой, где кавалеристы натолкнулись на сильный немецкий заслон, который прикрывал железную дорогу Новгород — Ленинград. После этого боя Давид Баринов оставил у Новой Керести засаду, а основными силами стал атаковать деревню Финёв Луг, на штурм которого пошёл 100-й кавалерийский полк. В результате боя деревня была взята и были захвачены двенадцать пленных, продовольственный обоз, 149 артиллерийских лошадей с упряжью и хозяйство конезавода с его кормовой базой. Воспользовавшись тем, что гитлеровцы атаковали Финёв Луг, 98-й кавалерийский полк овладел Новой Керестью. После этих событий Давид Баринов повёл свою дивизию на Любань, по пути к которой дивизия разгромила карательный отряд, а также частично или полностью уничтожила гарнизоны в нескольких деревнях. Затем дивизия сражалась внутри Любанского выступа и из-за больших перебоев в снабжении продовольствием её бойцы съели практически всех лошадей, но и в качестве пехоты дивизия стойко держала свои позиции. Когда началась операция по выводу из окружения 2-й ударной армии, 15—18 мая 1942 года части дивизии были выведены из Любанского выступа буквально за несколько дней до того, как там была окружена 2-я ударная армия.
Остатки 25-й кавдивизии влиты в 19-ю гвардейскую стрелковую дивизию, а 19 июля 1942 года Д. Баринов был назначен командиром этой дивизии. Во главе дивизии участвовал в Синявинской и в Великолукской наступательных операциях.

### 1943 год
В конце января 1943 года Баринов был назначен на должность командира 43-й механизированной бригады на Центральном фронте. Участвовал в Севской наступательной операции в феврале-марте 1943 года, затем в Курской битве. За отличия в боях в июле 1943 года бригада получила гвардейское знамя и стала именоваться 26-й гвардейской механизированной бригадой. За другие отличия в ходе летнего наступления и освобождение города Севск в Брянской области, бригаде было присвоено почётное наименование «Севская» и она была награждена орденом Красного Знамени.
Выдающийся героизм проявил в битве за Днепр. 23 сентября бригада Баринова вышла к Днепру и в этот же день батальон лейтенанта Михаила Москвина был переправлен на противоположный берег, а на утро следующего дня этот батальон захватил господствующую высоту над плацдармом, чем способствовал более успешному форсированию Днепра. После переброски основных сил на правый берег реки Баринов отдал приказ атаковать село Домантово Чернобыльского района Киевской области, находящееся на берегу Днепра. Когда село было взято, гитлеровцы стали бросать в атаки пехоту и танки. В одну из атак гитлеровцев Давид Баринов отдал танкам Т-34 из своей бригады приказ атаковать тыл немцев из засады и немцы стали отступать.
Вскоре бригада Баринова форсировала реку Припять.
Указом № 1215 Президиума Верховного Совета СССР от 17 октября 1943 года за успешное форсирование Днепра, прочное закрепление плацдарма на его западном берегу и проявленные при этом отвагу и геройство гвардии генерал-майору Давиду Марковичу Баринову присвоено звание Героя Советского Союза с вручением ордена Ленина и медали «Золотая Звезда».

### 1944—1945 годы
В феврале 1944 года Давид Баринов был назначен на должность начальника штаба 7-го гвардейского механизированного корпуса. На этой должности участвовал в планировании и проведении Висло-Одерской, Нижне-Силезской, Берлинской и Пражской наступательных операций. В январе войска под командованием Давида Баринова уничтожили шеститысячную группировку окружённых гитлеровцев северо-западнее города Радомско (Польша). В Праге встретил День Победы.

## Послевоенная карьера
После войны Баринов продолжил службу в армии. В сентябре 1945 года 7-й гвардейский механизированный корпус был переформирован в 7-ю гвардейскую механизированную дивизию, Баринов при этом был назначен её начальником штаба, а в июле 1946 года — командиром этой дивизии. С октября 1947 года — помощник командующего 5-й гвардейской механизированной армией по танковым войскам (Белорусский военный округ). С сентября 1949 по декабрь 1952 года служил в Войске Польском, где командовал механизированным корпусом.
После возвращения в СССР был направлен на учёбу и в 1953 году окончил Высшие академические курсы при Высшей военной академии имени К. Е. Ворошилова. С ноября 1953 года был помощником командующего 2-й гвардейской танковой армией по танковым войскам (Группа советских войск в Германии), а с декабря 1954 года — первым заместителем командующего этой армией. С 20 ноября 1955 года по 26 июня 1958 года — командующий 6-й общевойсковой армией Ленинградского военного округа (Штаб в г. Мурманск). С ноября 1958 года Давид Баринов служил начальником кафедры, а с сентября 1961 — начальником факультета Военной командной академии ПВО.
В октябре 1963 года генерал-лейтенант Давид Баринов уволен в отставку. После отставки жил в Твери, где работал командующим военно-спортивными играми «Орленок» и «Зарница».
Давид Маркович Баринов умер 21 мая 1990 года. Был похоронен на Дмитрово-Черкасском кладбище в Твери.

## Воинские звания
- старший лейтенант (13.01.1936);
- капитан (17.04.1938);
- майор (1940);
- подполковник (27.12.1941);
- полковник (25.07.1942);
- генерал-майор (27.11.1942);
- генерал-лейтенант (26.11.1956).

## Награды
награды СССР
- Герой Советского Союза (17 октября 1943);
- Два ордена Ленина (17 октября 1943, 20 апреля 1953[1]);
- Три ордена Красного Знамени (10 февраля 1943, 4 августа 1943, 6 ноября 1947[1]);
- Орден Богдана Хмельницкого 2-й степени (31 мая 1945) — за умелое и мужественное руководство боевыми операциями и за достигнутые в результате этих операций успехи в боях с немецко-фашистскими захватчиками[2]
- Орден Отечественной войны 1-й степени (6 апреля 1985);
- Орден Красной Звезды (3 ноября 1944[1]);
- Медали.

Награды других стран:
- Чехословацкий Военный крест (ЧССР);
- Серебряный крест «Виртути Милитари» (ПНР);
- Орден «Крест Грюнвальда» III степени (ПНР);
- Медаль «За Одер, Нейсе, Балтику» (ПНР);
- Медаль «Победы и Свободы» (ПНР)

Приказы (благодарности) Верховного Главнокомандующего в которых отмечен Д. М. Баринов
- За прорыв сильно укрепленной полосы обороны противника в районе Севска, овладение городами Глухов и Рыльск и вступление в Северную Украину. 31 августа 1943 года. № 7.
- За овладение крупным железнодорожным узлом и городом Нежин — важнейшим опорным пунктом обороны немцев на путях к Киеву. 15 сентября 1943 года. № 12.

## Публикации
- Баринов Д. М., Бобров В. М., Денискин Б. А. Гвардейский Нежинский Кузбасский (7-й механизир. корпус) : О боевом пути Неж.-Кузбас. механизир. соединения в Великой Отеч. войне. — Усть-Кемерово: Книж. изд-во, 1985. — 256 с.